# Орёл и ястреб
«Орёл и ястреб» (яп. 鷲と鷹, васи то така; англ. The Eagle and the Hawk) — японский фильм, поставленный на студии «Никкацу» в 1957 году режиссёром Умэцугу Иноуэ. Экипаж ржавого грузового судна направляется в Гонконг. Между кулаками и драками по пути две женщины на борту соперничают за внимание моряка, играющего на гавайской гитаре. История, которую Иноуэ написал, когда он был ещё помощником режиссёра, не разыгрывается очевидным способом, так как характер героя Исихары трудно классифицировать. Он не бездушный крепкий орешек и не образец для подражания, он что-то новое в японских фильмах: дерзкий герой с собственным чувством справедливости и с песней. Исполнитель главной роли, актёр и певец Юдзиро Исихара был удостоен премии «Голубая лента» в номинации «Дебютант года».

## Сюжет
Ночью в районе склада пьяный главный инженер был зарезан кем-то. После рассвета два моряка присоединяются к экипажу ржавого грузового судна «Кайё Мару». Один из них — Сэнкити Номура, преследующий своего врага, чтобы отомстить за смерть отца. Капитан корабля Онидзамэ, взял Сэнкити по договорённости с его живым ещё отцом, с которым они были старыми приятелями. Другой, Кэйдзо Сасаки, — человек с орлиным взглядом находится на борту с тайной миссией. Взрывной Сэнкити постоянно нарывается на неприятности и на драки с членами команды. Он привлекает внимание двух женщин на борту — знойной безбилетницы Акэми и энергичной дочери капитана Акико, на которую уже претендует первый помощник капитана, Горо.

## В ролях
- Юдзиро Исихара — Сэнкити Номура
- Рэнтаро Микуни — Кэйдзо Сасаки
- Рурико Асаока — Акико, дочь капитана
- Юмэдзи Цукиока — Акэми
- Хироюки Нагато — Горо
- Хироси Нихонъянаги — Онидзамэ, капитан судна
- Кунъитаро Савамура — отец Сэнкити
- Синъити Янагисава — Ока
- Ко Нисимура — Хикобэй
- Тоору Абэ — Мацу
- Синтаро Кидо — Ёси
- Томио Аоки — Тацу

## Премьеры
- — национальная премьера фильма состоялась 29 сентября 1957 года в Токио[1].
- — в 1958 году фильм демонстрировался в итальянском прокате[3].
- — 13 апреля 2018 года в Вашингтоне фильм впервые был представлен американской публике в рамках мини-ретроспективы фильмов Умэцугу Иноуэ[4].
- — в рамках мини-ретроспективы фильмов Умэцугу Иноуэ кинолента впервые была показана канадским любителям кино 26 мая 2018 года в синематеке Ванкувера[5].

## Премии и номинации
- Премия «Голубая лента»
- 8-я церемония награждения (1957 год)[6]

- Премия в номинации «Дебютант года» — Юдзиро Исихара (ex aequo — «Ураганный барабанщик»).